# Désert de Rangipo

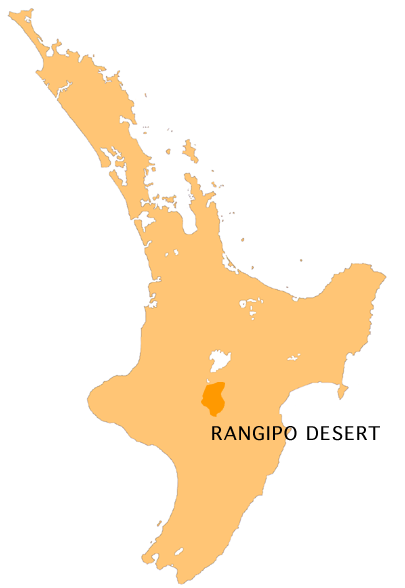
Localisation sur une carte de l'île du Nord

Le désert de Rangipo est une région désertique de Nouvelle-Zélande située dans le district de Ruapehu, au centre de l'île du Nord. Il est sur le Plateau volcanique de l’Ile du Nord : à l'est on trouve les volcans Ruapehu, Tongariro et Ngauruhoe, et à l'ouest les monts de la chaîne de Kaimanawa.

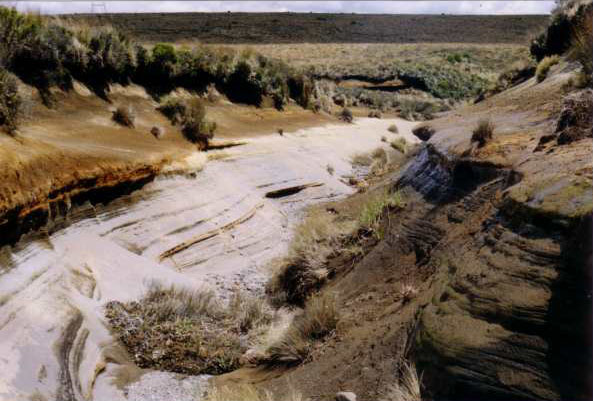
Petite vallée dans le désert

Le désert de Rangipo reçoit de 1 500 à 2 500 mm de pluie par an, mais ressemble à un désert à cause de la pauvreté des sols et des vents forts et desséchants. La flore est pauvre et de nature broussailleuse ; les sources des ruisseaux (qui rejoignent ou deviennent plus loin de grands cours d'eau) ont créé des vallées profondes. Le climat y est rude et alpin, avec jusqu'à 270 jours de gel par an (comparé à moins de 30 à la côte de Hawke's Bay, 80 km à l'est). D'importantes chutes de neige, rares dans le reste de l'île, sont courantes en hiver.
La plus grande partie du désert se situe au-dessus de 600 m d'altitude, et une bonne partie au-dessus de 1 000 m.
La région est peu peuplée à cause de la grande médiocrité des terres. Dans le sud, le village de Waiouru abrite un camp militaire et une grande partie du sud du désert est utilisée pour l'entraînement des recrues. Au nord, on trouve la prison-ferme de Rangipo.
Plusieurs des principaux cours d'eau de l'île du Nord ont leurs sources dans le désert, particulièrement autour du mont Ruapehu. On compte parmi eux les fleuves Waikato et Whangaehu ainsi que des affluents importants des fleuves Rangitikei et Whanganui .
Le désert est desservi par une seule route, une partie de la State Highway 1 baptisée « Desert Road ».
Le désert de Rangipo servit pour le tournage dans la trilogie de films du Seigneur des anneaux de Peter Jackson : on y tourna en 2000 les scènes ayant lieu à la Porte Noire de Mordor.

## Référence
- (en) Cet article est partiellement ou en totalité issu de l’article de Wikipédia en anglais intitulé « Rangipo Desert » (voir la liste des auteurs).